# Luis Carmona
Luis Carmona Barrales (15 febbraio 1923 – 7 novembre 2019) è stato un pentatleta cileno.

## Palmarès
In carriera ha conseguito i seguenti risultati:
- Mondiali:

Santo Domingo 1953: bronzo nel pentathlon moderno a squadre.